# Monti Ulutau
Gli Ulutau (kazako: Ұлытау, «grandi montagne»; russo: Улутау) sono una catena montuosa del Kazakistan.
Si trovano a ovest della città di Džezkazgan, nella regione centrale del paese, e corrono in direzione nord-sud.
Verso sud si perdono nel Betpak-Dala, mentre ad ovest sono delimitati dalla valle di Turgaj. Talvolta gli Ulutau vengono considerati parte delle alture del Kazakistan, che si trovano più a est, ma che con gli Ulutau non presentano alcune collegamento visibile.
La vettà più alta è l’omonimo Ulutau, di 1133 m, una montagna costituita principalmente da granito.
La zona dell’Ulutau è ricca di vari minerali, che vengono fusi a Džezkazgan. I depositi più pregiati consistono principalmente di rame e oro.